# Kętrzyn
Kętrzyn (în poloneză, în trecut, Rastembork, în germană Rastenburg) este un oraș în Polonia. Se află la o altitudine de 105 m deasupra nivelului mării. Are o suprafață de 10,35 km². Populația este de 26.174 locuitori, determinată în 31 martie 2021, prin Narodowy Spis Powszechny Ludności i Mieszkań 2021[*].
Aici s-a născut scriitorul german Arno Holz.